# Euro NCAP
A European New Car Assessment Programme (Európai Új Autó Értékelő Program - Euro NCAP) az Európában forgalmazott autók biztonságával foglalkozó szervezet, amit 1997-ben a Nagy-Britanniai Department for Transport alá tartozó Transport Research Laboratory alapított. A szervezet hátterében jelenleg hét európai kormány (Angol, Francia, Holland, Luxemburgi, Német, Spanyol, Svéd) és az Európai Bizottság áll.
A Euro NCAP nagyon rövid idő alatt a biztonságos autók gyártásának katalizátorává vált, jelentősen növelve az Európában újonnan eladott autók biztonságosságát.

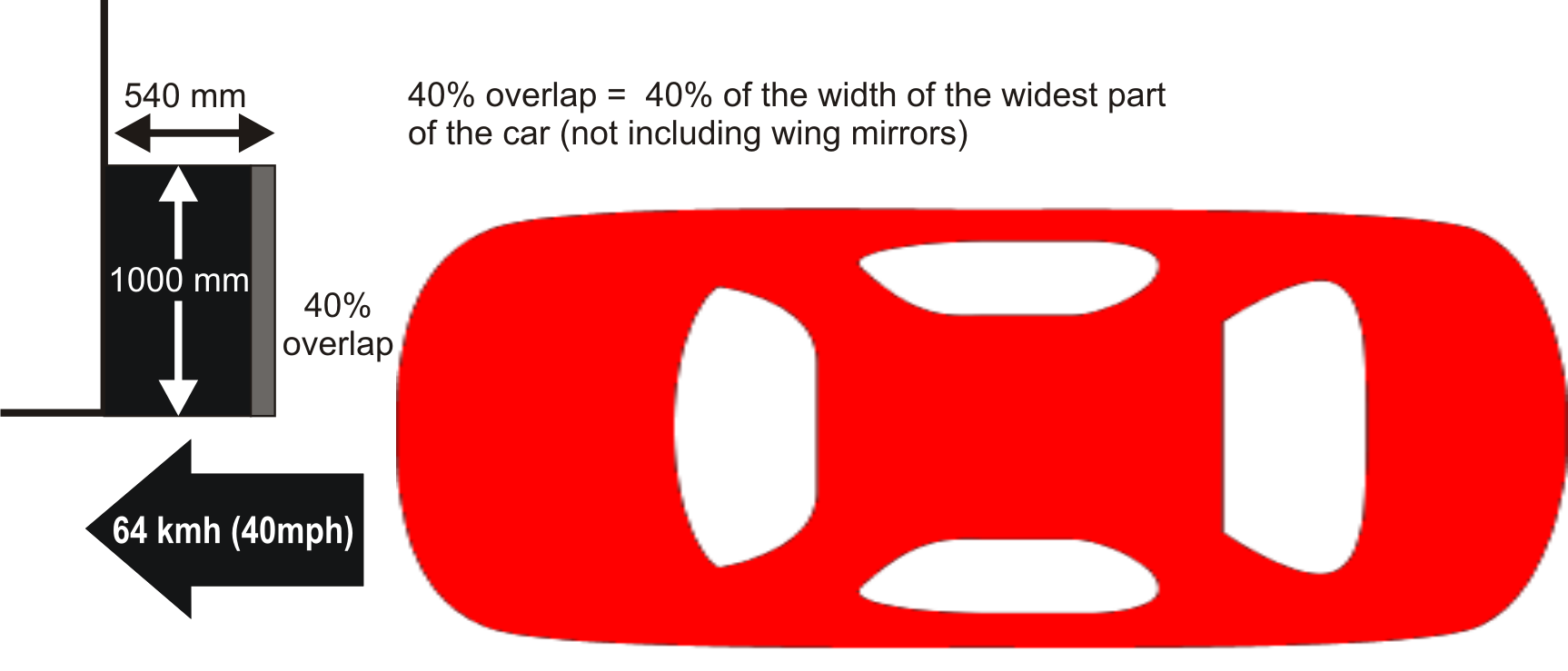
Euro NCAP frontális ütközés

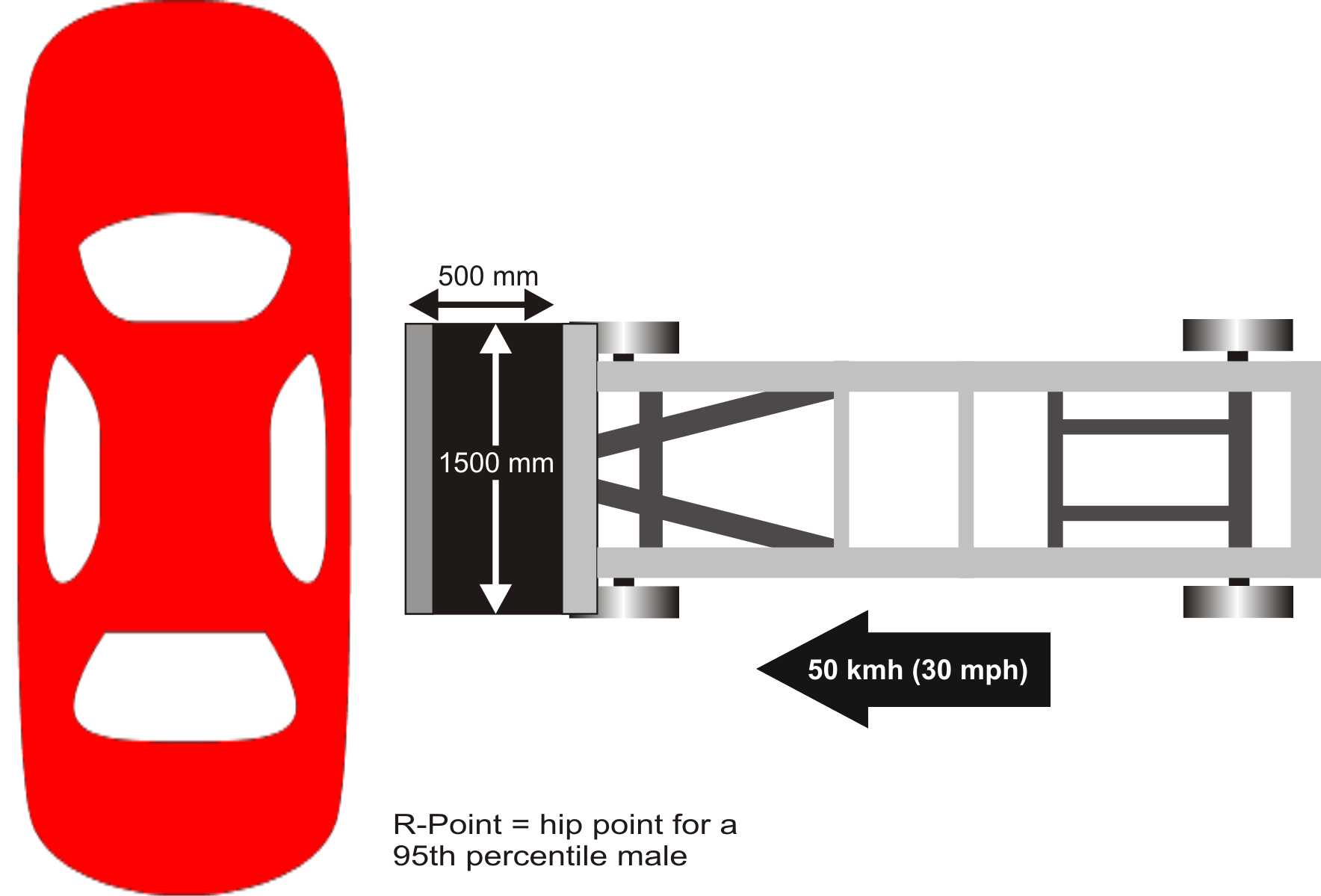
Euro NCAP oldalütközés

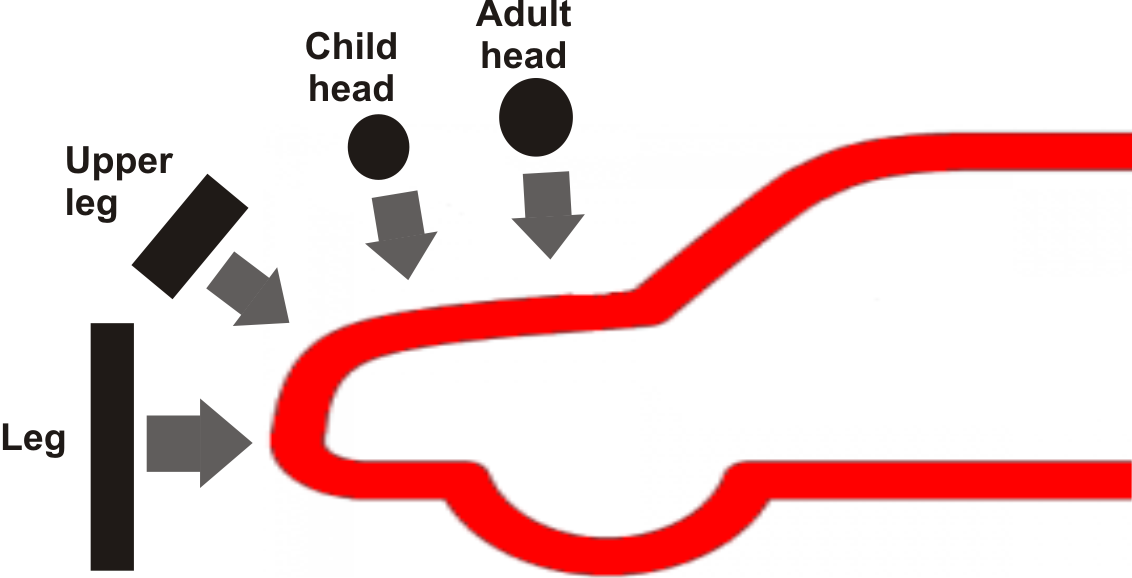
Euro NCAP gyalogossal való ütközés

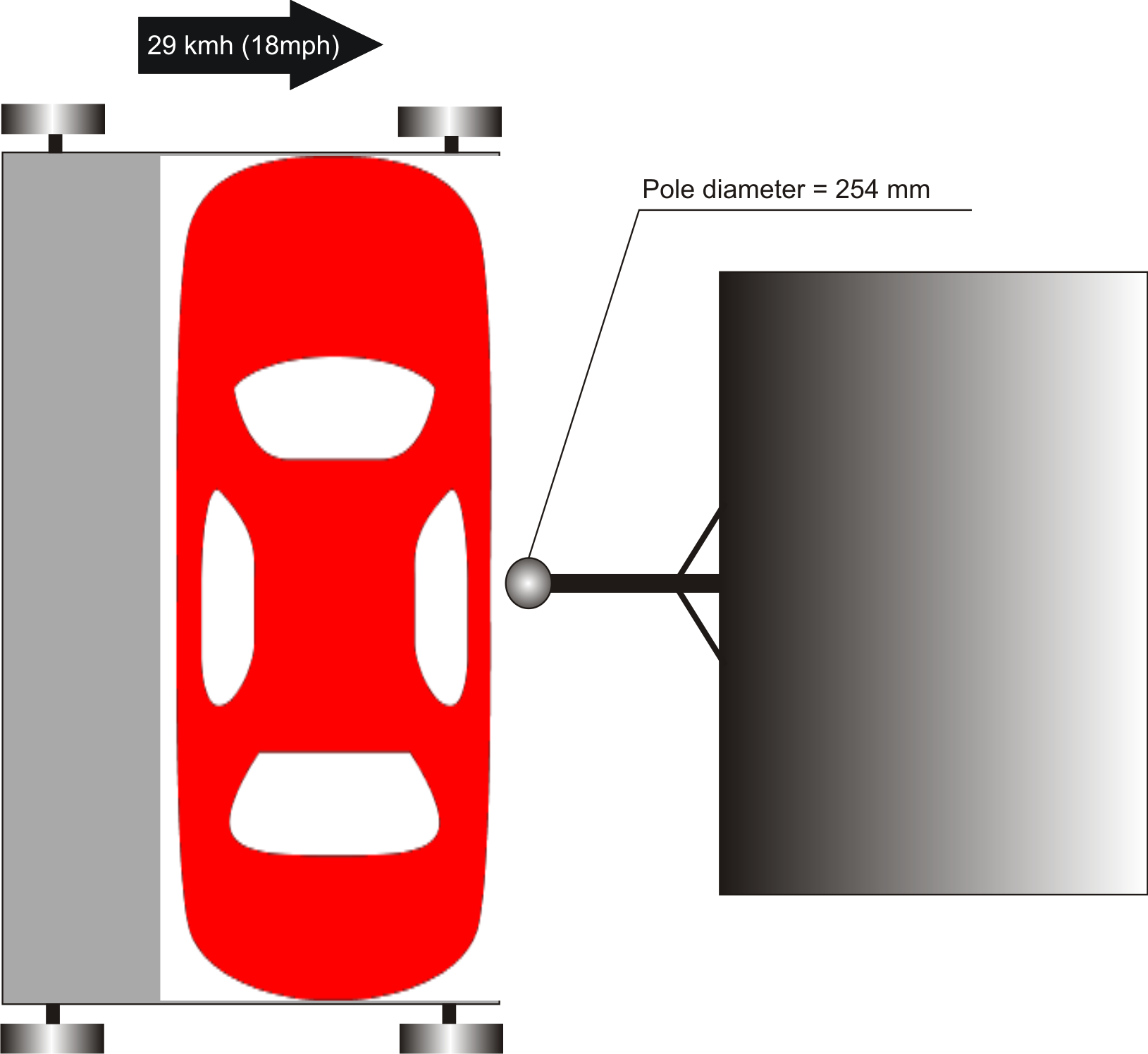
Euro NCAP oszloppal való ütközés

Az Euro NCAP szervezet az autókat három biztonsági teszt alapján értékeli: frontális ütközés, oldal ütközés fallal és oszloppal és gyalogossal való ütközés. A teszteredmények alapján jelentést készít, ezután pedig minden autóhoz megfelelő biztonsági pontozást rendel.
A frontális ütközés 64 km/órás, az oldalütközés 50 km/órás, az oszloppal való ütközés 29 km/órás, míg a gyalogossal való ütközés 40 km/órás sebességnél történik. Az elvégzett tesztek alapján 3 kategóriában pontozzák az autókat (maximálisan 5 csillag): első utasok biztonsága, gyermek/gyermekülés biztonsága és a gyalogos biztonsága.
A szervezet megalakulása óta eltelt időben az Európa szerte újonnan eladott autók sokkal biztonságosabbá váltak, ez részben a Euro NCAP tesztelési standardjának köszönhető. A teszteredmények teljesen publikusak, a szaklapok és a sajtó folyamatosan közli ezeket, elősegítve megismerésüket a nagyközönség köreiben, az autóvásárlók figyelmének felkeltését. Több kézzelfogható bizonyítéka is van a tesztek sikerességének, például a Rover 100 egy csillagot kapott az első utasok biztonságára 1998-ban, ennek következtében a teszteredmények publikálása után jelentősen visszaesett Európában az autó eladási mutatója. 
A BMW 2007-es Mini-jének például áttervezték a motorházfedelét és az első lámpákat, hogy jobban teljesítsenek a gyalogossal való ütközési teszten.

## Külső hivatkozások
- Euro NCAP - hivatalos oldal
- Ausztrálázsiai NCAP hivatalos oldal
- Totalcar töréstesztek